# Pascale Audret
Pour les articles homonymes, voir Auffray et Audret.
 (janvier 2024).
Si vous disposez d'ouvrages ou d'articles de référence ou si vous connaissez des sites web de qualité traitant du thème abordé ici, merci de compléter l'article en donnant les références utiles à sa vérifiabilité et en les liant à la section « Notes et références ».
Pascale Audret, née Pascale Auffray, est une actrice et chanteuse française, née le 12 octobre 1935 à Neuilly-sur-Seine et morte le 17 juillet 2000 à Cressensac (Lot).

## Biographie
Pascale Aiguionne Louise Jacqueline Marie Auffray naît le 12 octobre 1935 à Neuilly-sur-Seine de l'union entre Henry Auffray et Amyelle de Caubios d'Andiran (1898-1992). Ses grands frères sont le physicien Jean-Paul Auffray (1926-2022) et le chanteur Hugues Aufray (né en 1929) et Francesco Auffrey (qui met fin à ses jours à 27 ans). Elle est également la petite-fille du député Jules Auffray et l'arrière-petite-fille du philosophe Amédée de Margerie et donc la cousine de Bérangère Vattier, fille de Robert Vattier qui a incarné Monsieur Brun dans la Trilogie marseillaise.
Après des débuts dans la danse classique qui l'amènent à partager la distribution de l'opérette de Francis Lopez, À la Jamaïque, elle se produit aux Trois Baudets, le célèbre cabaret de Jacques Canetti. Elle débute au cinéma aux côtés de Jean Richard et Jean-Marc Thibault, dans Les deux font la paire d'André Berthomieu.
En 1957, elle triomphe au théâtre dans la première adaptation française du Journal d'Anne Frank et s'impose au cinéma dans L'Eau vive de François Villiers en 1958. Sa rencontre avec Roger Coggio la conduit ensuite au Théâtre des Mathurins pour Le Journal d'un fou de Nicolas Gogol. Elle joue dans Patate de Marcel Achard, Six personnages en quête d'auteur de Luigi Pirandello, etc.

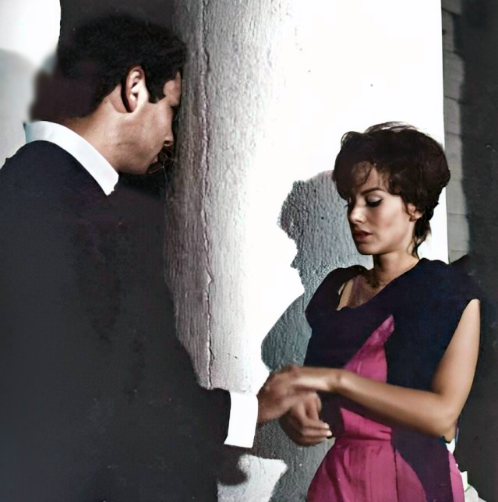
Sady Rebbot et Pascale Audret dans Qui travaille est perdu (1963).

Au début des années 1980, elle se tourne davantage vers la télévision : Les Dossiers de l'Agence O, Les Justes, Les Cinq Dernières Minutes, Splendeurs et misères des courtisanes, Cinq-Mars, L'Impossible Monsieur Papa…
En juillet 2000, alors qu'elle est passagère de la voiture conduite par son ami comédien Rémy Kirch, leur véhicule est percuté par un camion au carrefour d'une route du Lot. Elle meurt dans l'accident ainsi que le conducteur.
Elle est inhumée à Orgnac-l'Aven (Ardèche).

### Vie privée
En 1959, alors que Pascale Audret doit se marier à Sami Frey, l'acteur la quitte pour Brigitte Bardot.
Elle a été mariée à l'acteur Roger Coggio et au producteur de musique Francis Dreyfus, dont elle a eu une fille, l'actrice Julie Dreyfus, née en 1966.

## Filmographie

### Cinéma
- 1955 : Les deux font la paire d'André Berthomieu
- 1955 : Futures Vedettes de Marc Allégret :  Mademoiselle Bonnard
- 1955 : Mannequins de Paris d'André Hunebelle : Francette
- 1955 : La Polka des menottes de Raoul André : Élisabeth
- 1955 : Œil pour œil d'André Cayatte : la belle-sœur de Bortak
- 1957 : L'Ami de la famille de Jack Pinoteau : Monique Lemonnier
- 1958 : L'Eau vive de François Villiers : Hortense
- 1958 : Les Jeux dangereux de Pierre Chenal : Fleur
- 1959 : Bal de nuit de Maurice Cloche : Martine
- 1960 : Le Dialogue des Carmélites de Philippe Agostini et R.L Bruckberger : Blanche de la Force
- 1961 : Pleins Feux sur l'assassin de Georges Franju : Jeanne Benoist-Sainval
- 1961 : La Fayette de Jean Dréville : Adrienne de La Fayette
- 1962 : Donnez-moi dix hommes désespérés de Pierre Zimmer : Sara
- 1962 : Les Ennemis d'Édouard Molinaro : Christine Janin
- 1963 : Le Glaive et la Balance d'André Cayatte : Agnès
- 1963 : Les Carabiniers de Jean-Luc Godard : la fille en voiture
- 1964 : Mort, où est ta victoire ? d'Hervé Bromberger : Laure
- 1964 : Qui travaille est perdu (Chi lavora è perduto) de Tinto Brass : Gabriella
- 1964 : Ein Mann im schönsten Alter de Franz Peter Wirth : Eva
- 1966 : La Sentinelle endormie de Jean Dréville : Mathilde
- 1966 : Dieu a choisi Paris, documentaire de Gilbert Prouteau et Philippe Arthuys : voix off récitante
- 1966 : Ça casse à Caracas (Inferno a Caracas) de Marcello Baldi : Florence
- 1969 : Les Chemins de Katmandou d'André Cayatte : Yvonne
- 1972 : La Pente douce de Claude d'Anna : la femme
- 1972 : Défense de jouer de Jean-Jacques Grand-Jouan (film resté inédit)
- 1974 : Le Fantôme de la liberté de Luis Buñuel : Madame Legendre
- 1977 : L'Amant de poche de Bernard Queysanne : la mère de Martine
- 1979 : Rue du pied de grue de Jean-Jacques Grand-Jouan : Lulu
- 1987 : La Maison de Jeanne de Magali Clément : la mère
- 1994 : Dieu que les femmes sont amoureuses de Magali Clément : Mama

### Télévision
- 1961 : Plainte contre inconnu de Marcel Cravenne : Pacha
- 1962 : La Caméra explore le temps, Le Meurtre de Henry Darnley ou La double passion de Marie Stuart de Guy Lessertisseur : Marie Stuart
- 1967 : Le Théâtre de la jeunesse : Le Secret de Wilhelm Storitz d'Éric Le Hung : Martha
- 1968 : Les Dossiers de l'Agence O : La Petite Fleuriste de Deauville de Jean Salvy
- 1968 : La Dame fantôme de François Gir : Dona Angela
- 1970 : La nuit se lève de Bernard-Roland : Karen
- 1972 : Les Cinq Dernières Minutes, épisode Chassé-croisé de Claude Loursais
- 1974 : Entre toutes les femmes de Maurice Cazeneuve
- 1975 : Splendeurs et misères des courtisanes de Maurice Cazeneuve d'après Honoré de Balzac - Madame de Sérisy
- 1977 : Rendez-vous en noir de Claude Grinberg
- 1977 : Dernier appel d'Abder Isker : Hélène Lacarène
- 1977 : Attention chien méchant de Bernard-Roland : Hélène
- 1977 : Cinéma 16 : L'Œil de l'autre de Bernard Queysanne : Chantal Maillet, la kleptomane
- 1978 : Les Enquêtes du commissaire Maigret, épisode : Maigret et le marchand de vin de Jean-Paul Sassy
- 1980 : Changements de décors de Jean-Jacques Sirkis
- 1980 : Cinéma 16 : Irène et sa folie de Bernard Queysanne
- 1981 : Les Amours des années folles, épisode La femme qui travaille de Marion Sarraut
- 1981 : Cinq-Mars de Jean-Claude Brialy : Anne d'Autriche
- 1981 : La Guerre des chaussettes de Maurice Cloche
- 1981 : Les Cinq Dernières Minutes de Claude de Givray, épisode Un cœur sur mesure
- 1982 : La Tendresse de Bernard Queysanne
- 1982 : Contes modernes : À propos du travail de Gérard Marx
- 1982 : Emmenez-moi au théâtre : Patate de Marcel Achard, mise en scène Pierre Mondy, réalisation Yves-André Hubert
- 1983 : Il faut marier Julie de Marc Marino
- 1984 : Hélas, Alice est lasse de Bernard Queysanne
- 1985 : Simone de Christine Ehm
- 1995 : L'Impossible Monsieur Papa de Denys Granier-Deferre

## Théâtre
- 1957 : Le Journal d'Anne Frank de Frances Goodrich et Albert Hackett, mise en scène Marguerite Jamois, Théâtre Montparnasse : rôle-titre
- 1960 : Le Journal d'Anne Frank de Frances Goodrich et Albert Hackett, mise en scène Marguerite Jamois, Théâtre des Célestins
- 1964 : Qui a peur de Virginia Woolf ? d’Edward Albee, mise en scène Franco Zeffirelli, Théâtre de la Renaissance : Honey
- 1967 : Les Mal aimés de François Mauriac, mise en scène de Julien Bertheau
- 1968 : Dans le vent de Roger Planchon, mise en scène de l'auteur, Théâtre de la Cité de Villeurbanne
- 1976 : Le Roi Lear de William Shakespeare, mise en scène Daniel Benoin et Dominique Pichou, Comédie de Saint-Étienne
- 1977 : La Maison d'en face de Frank Bertrand, mise en scène Jean-Christian Grinevald, Théâtre Essaïon
- 1979 : La Mère confidente de Marivaux, mise en scène Caroline Huppert, Comédie de Saint-Étienne, Théâtre de la Potinière
- 1982:  Pour Lucrèce de Jean Giraudoux, mise en scène Jean-Pierre Laruy, Festival de Bellac, Casino municipal de Vichy, Tulle (Corrèze) et château de Boussac (Creuse)
- 1982 : Patate de Marcel Achard, mise en scène Pierre Mondy, enregistrement pour le compte d'Antenne 2

## Discographie
- 1958 : Le Journal d'Anne Frank (1re et 2e partie) (33 T, textes lus)
- 1968 : Dis-moi qui jadis ; Sous la véranda / Lisandre (avec Hugues Aufray) ; La légende de Saint-Nicolas (45 T EP)
- 1969 : La môme Anita ; Affole-toi Marie / Je m'aime ; Cesse de... (45 T EP)